# 久保田裕也
久保田 裕也（くぼた ゆうや、通称：ゲルゲ、1983年（昭和58年）1月15日 - ）は、日本の実業家。株式会社オトバンク代表取締役社長。神奈川県出身。

## 来歴
聖光学院中学校・高等学校卒業。東京大学経済学部経済学科卒業。2012年3月より株式会社オトバンク代表取締役社長。東京大学経友会理事を兼任。

## 人物
学生時代にバックパッカーとして世界を放浪し「日本のコンテンツで人生が変わったという外国人に多く出会った」ことがビジネスの原体験であるという。
ランニング好きの社長として知られており、「日本最速の社長」の異名を持つ。毎日20kmほどランニングしており、フルマラソンのベストタイムは2時間42分56秒。子ども時代は典型的な「運動音痴」だったが、健康診断で「このままだと生活習慣病になりますよ」と言われたことがきっかけで走るようになった。 スポーツ用品会社から、ランニングウエアの提供を受けたこともあるという。
オトバンク創業者の上田渉とは、大学のゼミが一緒だったが当初はそれほど親しい仲ではなかったという。上田に「新しく立ち上げた会社で会議をやっているから、一度来てみてほしい」と言われ、結果として「失敗するベンチャー企業も勉強にはなるかな」という軽い気持ちでボランティアとしてオトバンクに関わる形になったという。
オトバンク会長の上田渉がいわゆる「アイディアマン」タイプで、誰もが思いつかなかったような発想をポンポン出してくるが、経理や経営などの実務的な面は苦手としていたのに対し、昔からラジオが好きで、パーソナリティを裏から支える「放送作家」という仕事に憧れていた久保田が実務的な面を支えた。